# David Štich
David Štich (* 15. dubna 1989 Plzeň) je český profesionální hokejový obránce, který hraje za jihočeský klub HC Tábor.

## Život
Narodil se 15. dubna 1989 v západočeské Plzni, kde hokejově vyrůstal. Svou premiéru v extralize si odbyl v prosinci 2004, kdy nastoupil do zápasu proti Zlínu. V následujícím roce si zahrál na mistrovství světa hráčů do 18 let.
Následující tři roky působil v týmu Saint John Sea Dogs, hrajícím soutěž QMJHL. V roce 2007 opět reprezentoval na mistrovství světa hráčů do 18 let a o dva roky později působil jako kapitán Česka na mistrovství světa juniorů. V sezóně 2009/2010 nastupoval za Montreal Juniors. Poté následoval návrat do Česka, kde už zůstal.
Hrál za kluby jako Bílí Tygři Liberec, HC Benátky nad Jizerou, HC Slavia Praha, HC Vítkovice Steel, BK Mladá Boleslav, Rytíři Kladno, Piráti Chomutov a Banes Motor České Budějovice.
Před sezónou 2024/25 se domluvil na smlouvě s jihočeským týmem HC Tábor.